# Nyamuragira
Le Nyamuragira, également appelé Girungo-Namlagira, Namlagira, Nyamlagira ou plus fréquemment Nyamulagira, est un volcan de la république démocratique du Congo. Volcan le plus actif d'Afrique, il est capable de produire des coulées de lave de plus de trente kilomètres de longueur qui atteignent ainsi le lac Kivu situé au sud.

## Géographie

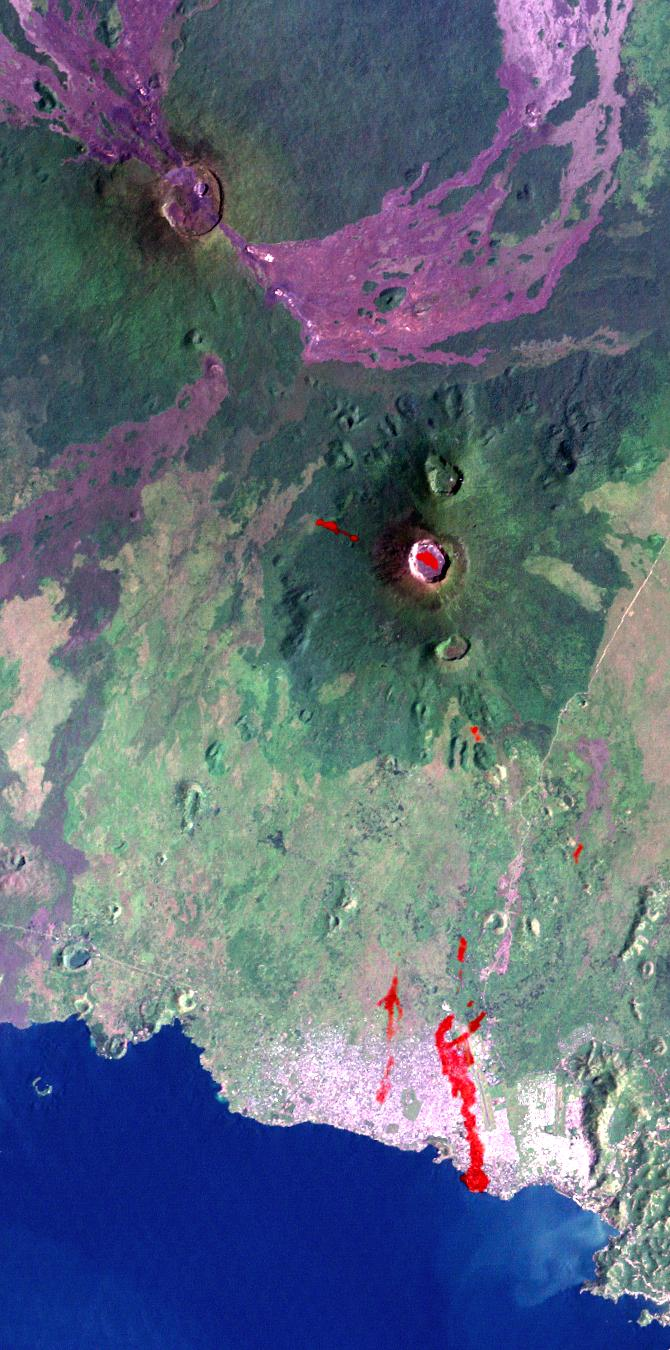
Image satellite du Nyamuragira (en haut à gauche), du Nyiragongo (au centre) et d'une partie du lac Kivu (en bas). Les aplats de couleur rouge mettent en évidence les coulées de lave du Nyiragongo émises de 2000 à 2002. Celles récentes du Nyamuragira sont en partie visibles en haut et à gauche de l'image en magenta.

Le Nyamuragira est situé à l'extrême est de la république démocratique du Congo, à proximité de la frontière rwandaise située au sud-est. Faisant partie des montagnes des Virunga, il est l'un des volcans de la branche occidentale de la vallée du Grand Rift. Il est entouré par la ville de Burungu au nord-ouest, le Nyiragongo au sud-sud-est, le lac Kivu à 25 kilomètres au sud et la ville de Sake au sud-ouest.
Le Nyamuragira culmine à 3 058 mètres d'altitude à une caldeira sommitale de deux kilomètres de largeur pour 2,3 kilomètres de longueur cernée par des falaises d'une centaine de mètres de hauteur. Contrairement à son voisin immédiat le Nyiragongo, les pentes du Nyamuragira, caractéristiques des volcans boucliers, sont peu prononcées et confèrent au volcan un volume de 500 km3. Elles sont ponctuées de fissures et de cônes de scories et sont couvertes sur 1 500 km2 de coulées de lave basaltiques à teneur élevée en potassium qui sont très étendues, très longues, parfois jusqu'à plus de trente kilomètres, et ayant atteint le lac Kivu à certaines occasions. La morphologie du fond de la caldeira qui a accueilli plusieurs lacs de lave successifs durant le XXe siècle est fréquemment modifiée par les éruptions volcaniques.
À l'exception des coulées de lave récentes, le Nyamuragira est couvert d'une forêt équatoriale, y compris dans le fond de la caldeira. Le volcan est inclus dans le parc national des Virunga.

## Histoire
La première éruption observée par des Occidentaux date de 1865. Ses éruptions suivantes sont d'indice d'explosivité volcanique de 0 à 2 et émettent des coulées de lave occasionnant parfois des décès comme en 1912.
L'éruption de 1921 au 25 juin 1940 avec une interruption du 17 au 28 janvier 1938 est la première à produire un lac de lave. Se déroulant dans la caldeira et sur les flancs de la montagne via des fissures éruptives, elle est accompagnée d'explosions parfois phréatiques de faible ampleur, de coulées de lave provoquant des dégâts matériels ainsi que d'un tsunami sur le lac Kivu. Au total, un volume de 330 millions de mètres cubes de lave sera émis durant ces 19 ans d'activité.
D'autres éruptions produisent des lacs de lave comme celles de 1948, 1951, 1976, 1986 et 2004. L'éruption du 27 novembre au 5 décembre 2006 n'a pas produit de lac de lave mais des coulées émises depuis des fissures éruptives ouvertes sur les pentes du volcan sans qu'elles ne produisent ni dégât matériel, ni victimes. Du 2 au 27 janvier 2010, le volcan entre en éruption avec l'émission de coulées de lave se dirigeant vers le parc national des Virunga. Une nouvelle fissure d'un kilomètre de longueur s'ouvre sur le flanc du volcan dans la soirée du 6 novembre 2011 avec la formation de fontaines de lave qui donnent naissance à des coulées. Les rougeoiements du ciel sont visibles toute la nuit depuis Goma et le lendemain, un important panache volcanique s'élève du lieu de l'éruption.
En avril 2014, les témoignages locaux signalent une lueur rouge au sommet du Nyamuragira. Elle est accompagnée d'une activité sismique inhabituelle enregistrée par l'Observatoire volcanologique de Goma (OVG). En raison d'une intense émission de gaz volcaniques, les vols d'hélicoptère ne permettent pas, ni de jour ni de nuit, de détecter de lave fraîche à la surface du sol. Ces manifestations réapparaissent le 22 juin 2014. Cette fois-ci, des vols d'hélicoptères accompagnés de relevés de terrain sont effectués les 1er et 5 juillet 2014 et permettent d'observer des fontaines de lave s'échappant des flancs les plus bas du cratère à large fosse, à des profondeurs allant de 400 à 600 mètres. À cette époque, les fontaines de lave ne sont pas assez vigoureuses pour créer et maintenir un lac de lave dans le fond du cratère. Cette activité lavique est également caractérisée par de grandes quantités d'émissions de gaz riche en dioxyde de soufre. Cette activité cesse à la mi-septembre 2014 mais le 1er novembre, un petit lac de lave apparaît dans le fond du cratère (rapport de l'Observatoire volcanologique de Goma). Les émissions de dioxyde de soufre apparentées sont apparues plus faibles que lors de l'activité des fontaines de lave. Cette activité se poursuit jusqu'au 14 mai 2016. Le volcan entre à nouveau en éruption du 27 novembre 2016 au 2 mai 2017 avec là aussi la formation d'un lac de lave. L'éruption actuelle débute le 14 avril 2018.

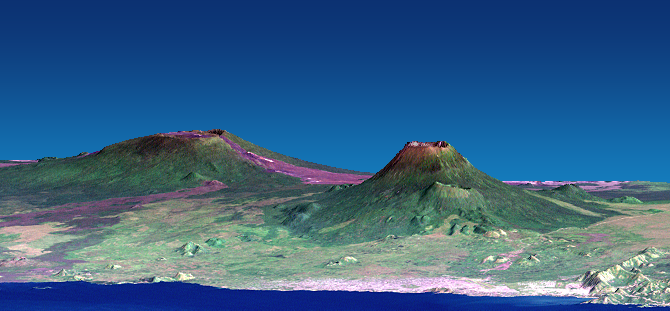
Image radar tridimensionnelle avec exagération verticale d'un facteur de 1,5 du Nyamuragira à gauche et du Nyiragongo à droite vus depuis le sud.
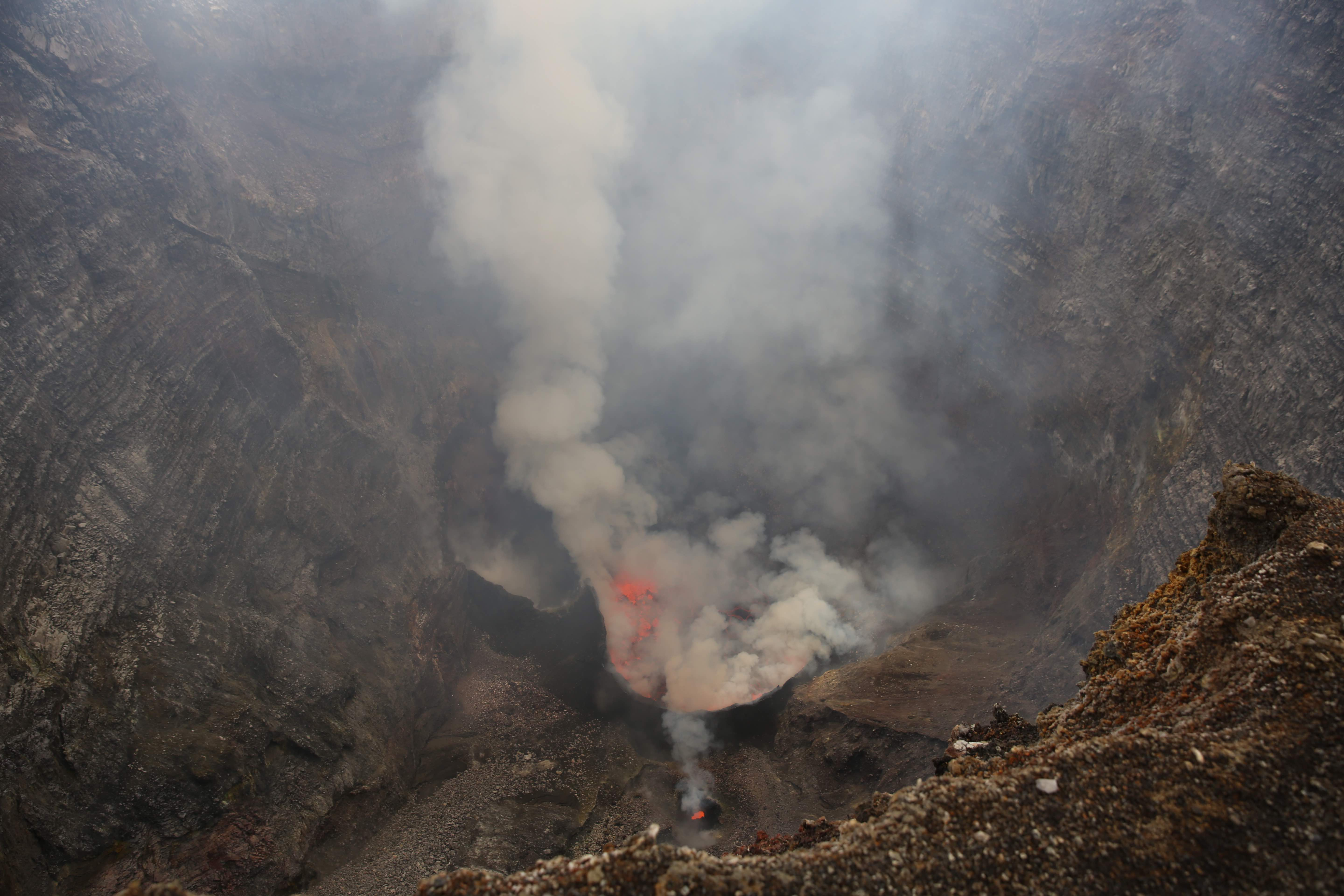
Vue du cratère du Nyamuragira et de son lac de lave le 2 avril 2015.
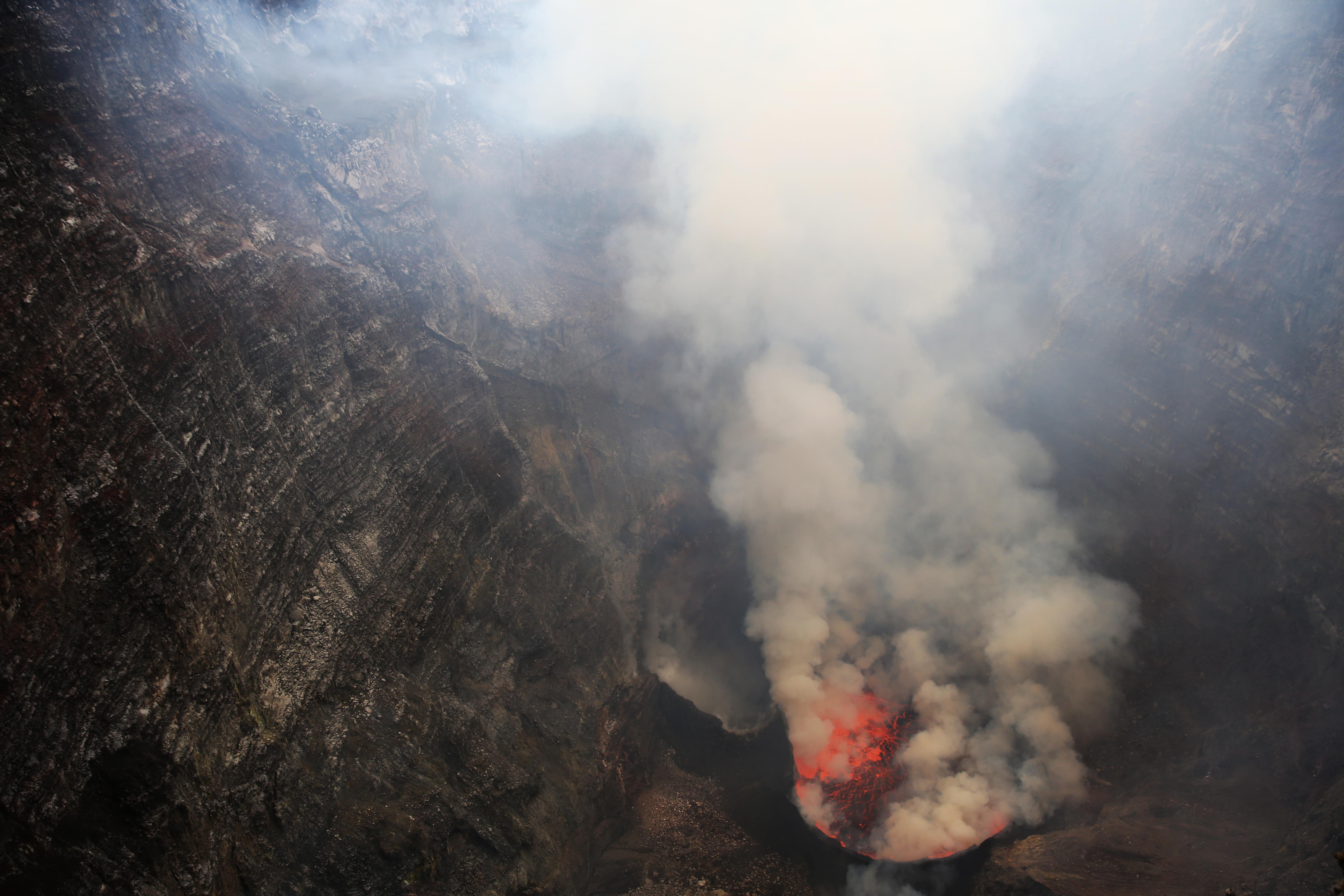
Autre vue le 2 avril 2015.
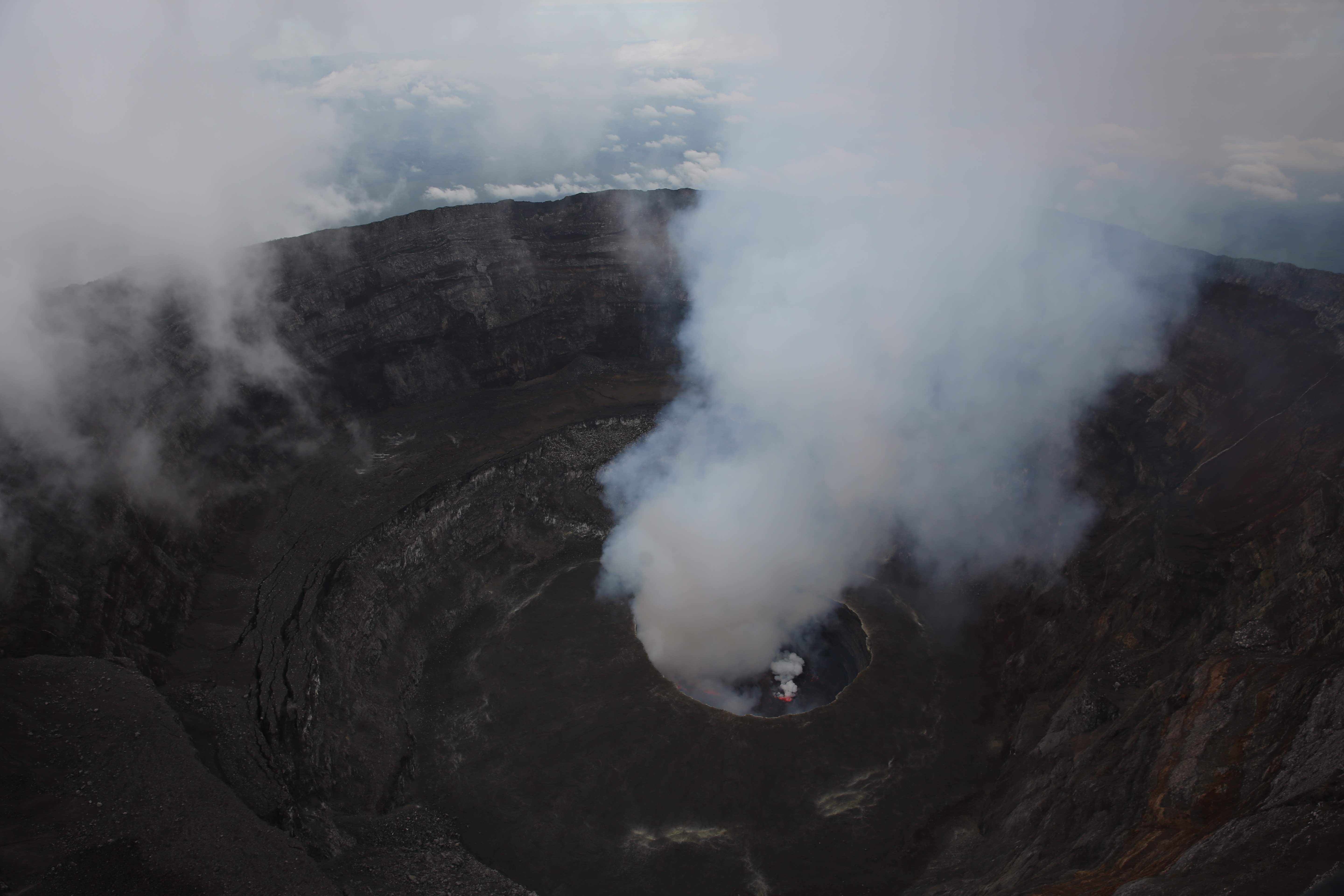
Septembre 2016.